# Uciekajka
Uciekajka (dawniej Lasy Dratowskie) – wieś w Polsce położona w województwie lubelskim, w powiecie łęczyńskim, w gminie Ludwin.
W latach 1975–1998 miejscowość administracyjnie należała do ówczesnego województwa lubelskiego.
Wieś stanowi sołectwo gminy Ludwin. Według Narodowego Spisu Powszechnego z roku 2011 wieś liczyła 150 mieszkańców.

## Historia
Wieś występuje w spisie z roku 1921 jako Uciekajka z dopisem Lasy Dratowskie, spisano tu 263 mieszkańców zamieszkałych w 53 domach.